# Lovisa av Sicilien och Neapel
Lovisa av Sicilien, (italienska: Luisa), född 27 juli 1773 i Neapel, död 19 september 1802 i Wien, var storhertiginna av Toscana; gift 1790 med storhertig Ferdinand III av Toscana. 

## Biografi
Lovisa var dotter till Ferdinand IV av Neapel. Hennes familj mottog 1790 frierier från både den österrikiska och den toskanska tronföljaren, som båda ville gifta sig med antingen Lovisa eller hennes syster Maria Teresa. Hennes mor sände porträttet av Lovisa till Ferdinand och bestämde därmed vem som skulle gifta sig med vem. Hon ansåg att Lovisa passade bättre till storhertiginna än till kejsarinna, eftersom Lovisa sades vara lika vacker men en sämre person än Maria Teresa, och att en storhertiginna kunde begå fler misstag än en kejsarinna. Knepet åstadkom en del skämt vid de europeiska hoven.
Lovisa mottog en del negativa kommentarer i Florens men hennes goda sätt ansågs kompensera hennes brister. Paret reste till Wien vid den franska invasionen 1801, där Lovisa avled i barnsäng.